# Olympische Sommerspiele 1992/Teilnehmer (Niederlande)
| Gelbes Symbol für Goldmedaillen mit stilisierten Olympischen Ringen | Graues Symbol für Silbermedaillen mit stilisierten Olympischen Ringen | Braundes Symbol für Bronzemedaillen mit stilisierten Olympischen Ringen |
| ------------------------------------------------------------------- | --------------------------------------------------------------------- | ----------------------------------------------------------------------- |
| 2                                                                   | 6                                                                     | 7                                                                       |

Die Niederlande nahmen an den Olympischen Sommerspielen 1992 in Barcelona, Spanien, mit einer Delegation von 201 Sportlern – 117 Männer und 84 Damen – teil.
Fahnenträgerin bei der Eröffnungsfeier war die Feldhockeyspielerin Carina Benninga.

## Medaillengewinner

### Gold
| Name(n)                                            | Sportart       | Wettkampf                |
| -------------------------------------------------- | -------------- | ------------------------ |
| Ellen van Langen                                   | Leichtathletik | Damen, 800 Meter         |
| Jos Lansink, Piet Raijmakers, Bert Romp & Jan Tops | Reiten         | Springreiten, Mannschaft |

### Silber
| Name(n) | Sportart   | Wettkampf                     |
| --- | ---------- | ----------------------------- |
| Orhan Delibaş | Boxen      | Herren, Halbmittelgewicht     |
| Erik Dekker | Radsport   | Herren, Straßenrennen, Einzel |
| Léon van Bon | Radsport   | Herren, Punkterennen          |
| Piet Raijmakers | Reiten     | Springen, Einzel              |
| Tineke Bartels, Ellen Bontje, Anky van Grunsven & Annemarie Sanders | Reiten     | Dressur, Mannschaft           |
| Edwin Benne, Peter Blangé, Ron Boudrie, Henk Jan Held, Martin van der Horst, Marko Klok, Olof van der Meulen, Jan Posthuma, Avital Selinger, Martin Teffer, Ronald Zoodsma & Ronald Zwerver | Volleyball | Männerwettkampf               |

### Bronze
| Name(n)                       | Sportart | Wettkampf                    |
| ----------------------------- | -------- | ---------------------------- |
| Arnold Vanderlyde             | Boxen    | Herren, Schwergewicht        |
| Monique Knol                  | Radsport | Damen, Straßenrennen, Einzel |
| Ingrid Haringa                | Radsport | Damen, Sprint                |
| Theo Meijer                   | Judo     | Herren, Halbschwergewicht    |
| Irene de Kok                  | Judo     | Damen, Halbschwergewicht     |
| Nico Rienks & Henk-Jan Zwolle | Rudern   | Herren, Doppelzweier         |
| Dorien de Vries               | Segeln   | Damen, Windsurfen            |

## Teilnehmer nach Sportarten

### Badminton
- Eline Coene
Damen, Einzel: 33. Platz
Damen, Doppel: 17. Platz

- Erica van den Heuvel
Damen, Einzel: 17. Platz
Damen, Doppel: 17. Platz

- Astrid van der Knaap
Damen, Einzel: 17. Platz

### Bogenschießen
- Berny Camps
Herren, Einzel: 55. Platz
Herren, Team: 9. Platz

- Sjan van Dijck
Damen, Einzel: 59. Platz
Damen, Team: 12. Platz

- Jacqueline van Rozendaal
Damen, Einzel: 20. Platz
Damen, Team: 12. Platz

- Christel Verstegen
Damen, Einzel: 23. Platz
Damen, Team: 12. Platz

- Erwin Verstegen
Herren, Einzel: 9. Platz
Herren, Team: 9. Platz

- Henk Vogels
Herren, Einzel: 34. Platz
Herren, Team: 9. Platz

### Boxen
- Orhan Delibaş
Halbmittelgewicht (bis 71 kg): Silber

- Miguel Dias
Bantamgewicht (bis 54 kg): 17. Platz

- Raymond Joval
Mittelgewicht (bis 75 kg): 9. Platz

- Jerry Nijman
Superschwergewicht (über 91 kg): 9. Platz

- Arnold Vanderlyde
Schwergewicht (bis 91 kg): Bronze

### Hockey
- Herrenteam
4. Platz

- Kader
Floris Jan Bovelander
Jacques Brinkman
Marc Delissen
Cees Jan Diepeveen
Pieter van Ede
Leo Klein Gebbink
Maarten van Grimbergen
Taco van den Honert
Hendrik Jan Kooijman
Harrie Kwinten
Frank Leistra
Bart Looije
Wouter van Pelt
Bastiaan Poortenaar
Stephan Veen
Gijs Weterings

- Damenteam
6. Platz

- Kader
Carina Benninga
Carina Bleeker
Annemieke Fokke
Noor Holsboer
Danielle Koenen
Helen Lejeune-van der Ben
Jeannette Lewin
Caroline van Nieuwenhuyze-Leenders
Martine Ohr
Wietske de Ruiter
Florentine Steenberghe
Carole Thate
Jacqueline Toxopeus
Cécile Vinke
Ingrid Wolff
Mieketine Wouters

### Judo
- Jenny Gal
Damen, Halbmittelgewicht (bis 52 kg): 13. Platz

- Jessica Gal
Damen, Halbleichtgewicht (bis 61 kg): 5. Platz

- Chantal Han
Damen, Mittelgewicht (bis 66 kg): 9. Platz

- Irene de Kok
Damen, Halbschwergewicht (bis 72 kg): Bronze

- Monique van der Lee
Damen, Schwergewicht (bis 72 kg): 16. Platz

- Gooitske Marsman
Damen, Leichtgewicht (bis 56 kg): 14. Platz

- Theo Meijer
Herren, Halbschwergewicht (bis 95 kg): Bronze

- Dennis Raven
Herren, Schwergewicht (bis 95 kg): 17. Platz

- Ben Spijkers
Herren, Mittelgewicht (bis 86 kg): 9. Platz

- Anthonie Wurth
Damen, Halbmittelgewicht (bis 61 kg): 9. Platz

### Kanu
- Jan-Dirk Nijkamp & Marc Weijzen
Herren, Zweier-Kajak, 500 m: Vorrunde
Herren, Zweier-Kajak, 1000 m: Vorrunde

- Michael Reys
Herren, Einer-Kajak, Slalom: 11. Platz

- Frits Sins
Herren, Einer-Kajak, Slalom: 19. Platz

### Leichtathletik
- Harold van Beek
Herren, 50 Kilometer Gehen: 31. Platz

- Tonnie Dirks
Herren, Marathon: DNF

- Nelli Fiere-Cooman
Damen, 100 Meter: Vorläufe

- Robin van Helden
Herren, 800 Meter: Vorläufe
Herren, 1500 Meter: Vorläufe

- Petra Huybrechtse
Damen, 4 × 100 Meter Staffel: Vorläufe

- Stella Jongmans
Damen, 800 Meter: Vorläufe

- Marko Koers
Herren, 800 Meter: Vorläufe

- Karen van der Kooij
Damen, 4 × 100 Meter Staffel: Vorläufe

- Karin de Lange
Damen, 200 Meter: Vorläufe
Damen, 4 × 100 Meter Staffel: Vorläufe

- Ellen van Langen
Damen, 800 Meter: Gold

- Jacqueline Poelman
Damen, 4 × 100 Meter Staffel: Vorläufe

- Christine Toonstra
Damen, 10.000 Meter: 11. Platz

- Marcel Versteeg
Herren, 5000 Meter: 15. Platz

- Bert van Vlaanderen
Herren, Marathon: 15. Platz

- Robert de Wit
Herren, Zehnkampf: 10. Platz

### Radsport
- John den Braber, Pelle Kil, Jaap ten Kortenaar & Bart Voskamp
Herren, Mannschaftszeitfahren (102,8 Kilometer): 9. Platz

- Léon van Bon
Herren, Punkterennen: Silber

- Gerben Broeren, Erik Cent, Servais Knaven & Niels van der Steen
Herren, 4000 Meter Mannschaftsverfolgung: 12. Platz

- Rob Compas
Herren, Straßenrennen, Einzel: 72. Platz

- Erik Dekker
Herren, Straßenrennen, Einzel: Silber

- Petra Grimbergen
Damen, Straßenrennen, Einzel: 29. Platz

- Richard Groenendaal
Herren, Straßenrennen, Einzel: 17. Platz

- Dirk Jan van Hameren
Herren, Sprint: 1. Runde
Herren, 1000 Meter Zeitfahren: 9. Platz

- Ingrid Haringa
Damen, Sprint: Bronze

- Servais Knaven
Herren, 4000 Meter Einzelverfolgung: 9. Platz

- Monique Knol
Damen, Straßenrennen, Einzel: Bronze

- Elsbeth van Rooy-Vink
Damen, Straßenrennen, Einzel: 23. Platz
Damen, 3000 Meter Einzelverfolgung: 8. Platz

### Reiten
- Tineke Bartels
Dressur, Einzel: 15. Platz
Dressur, Mannschaft: Silber

- Ellen Bontje
Dressur, Einzel: 9. Platz
Dressur, Mannschaft: Silber

- Anky van Grunsven
Dressur, Einzel: 4. Platz
Dressur, Mannschaft: Silber

- Jos Lansink
Springreiten, Einzel: Qualifikation
Springreiten, Mannschaft: Gold

- Martin Lips
Vielseitigkeitsreiten, Einzel: 15. Platz
Vielseitigkeitsreiten, Mannschaft: DNF

- Piet Raijmakers
Springreiten, Einzel: Silber 
Springreiten, Mannschaft: Gold

- Anchela Rohof
Vielseitigkeitsreiten, Einzel: DNF
Vielseitigkeitsreiten, Mannschaft: DNF

- Bert Romp
Springreiten, Einzel: 74. Platz in der Qualifikation
Springreiten, Mannschaft: Gold

- Annemarie Sanders-Keijzer
Dressur, Einzel: 20. Platz
Dressur, Mannschaft: Silber

- Eddy Stibbe
Vielseitigkeitsreiten, Einzel: DNF
Vielseitigkeitsreiten, Mannschaft: DNF
- Jan Tops
Springreiten, Einzel: 5. Platz
Springreiten, Mannschaft: Gold

- Fieps, Baroness van Tuyll van Serooskerken
Vielseitigkeitsreiten, Einzel: 44. Platz
Vielseitigkeitsreiten, Mannschaft: DNF

### Rudern
- Rutger Arisz, Ronald Florijn, Hans Keldermann & Koos Maasdijk
Herren, Doppelvierer: 5. Platz

- Kai Compagner & Sjors van Iwaarden
Zweier ohne Steuermann: 8. Platz

- Irene Eijs
Damen, Einer: 8. Platz

- Harriet van Ettekoven, Anita Meiland, Marjan Pentenga & Laurien Vermulst
Damen, Doppelvierer: 4. Platz

- Frans Göbel
Herren, Einer: 16. Platz

- Marie-José de Groot & Rita de Jong
Damen, Doppelzweier: 10. Platz

- Jaap Krijtenburg, Bart Peters, Sven Schwarz & Niels van der Zwan
Herren, Vierer ohne Steuermann: 5. Platz

- Nico Rienks & Henk-Jan Zwolle
Herren, Doppelzweier: Bronze

### Schießen
- Jack van Bekhoven
Herren, Luftgewehr: 25. Platz

- Hennie Dompeling
Herren, Skeet: 42. Platz

- Eric Swinkels
Herren, Skeet: 8. Platz

- Jolande Swinkels
Damen, Luftgewehr: 17. Platz

### Schwimmen
- Frouke van Beek
Damen, Synchronschwimmen, Einzel: Qualifikation

- Marjolijn Both
Damen, Synchronschwimmen, Einzel: 8. Platz
Damen, Synchronschwimmen, Duett: 7. Platz

- Karin Brienesse
Damen, 100 Meter Freistil: 8. Platz
Damen, 4 × 100 Meter Freistil: 5. Platz
Damen, 100 Meter Schmetterling: 10. Platz

- Inge de Bruijn
Damen, 50 Meter Freistil: 8. Platz
Damen, 4 × 100 Meter Freistil: 5. Platz
Damen, 100 Meter Schmetterling: 9. Platz
Damen, 4 × 100 Meter Lagen: 8. Platz

- Kira Bulten
Damen, 100 Meter Brust: 18. Platz
Damen, 200 Meter Brust: 26. Platz
Damen, 4 × 100 Meter Lagen: 8. Platz

- Ellen Elzerman
Damen, 100 Meter Rücken: 17. Platz
Damen, 200 Meter Rücken: 22. Platz
Damen, 4 × 100 Meter Lagen: 8. Platz

- Martine Janssen
Damen, 100 Meter Brust: 34. Platz
Damen, 200 Meter Brust: 31. Platz

- Marianne Muis
Damen, 50 Meter Freistil: 11. Platz
Damen, 4 × 100 Meter Freistil: 5. Platz
Damen, 4 × 100 Meter Lagen: 8. Platz

- Mildred Muis
Damen, 100 Meter Freistil: 13. Platz
Damen, 4 × 100 Meter Freistil: 5. Platz
Damen, 200 Meter Lagen: 19. Platz

- Diana van der Plaats
Damen, 200 Meter Freistil: 26. Platz
Damen, 4 × 100 Meter Freistil: 5. Platz

- Marcel Wouda
Herren, 400 Meter Freistil: 18. Platz
Herren, 200 Meter Lagen: 22. Platz
Herren, 400 Meter Lagen: 19. Platz

- Tamara Zwart
Damen, Synchronschwimmen, Einzel: Qualifikation
Damen, Synchronschwimmen, Duett: 7. Platz

### Segeln
- Stephan van den Berg
Herren, Windsurfen: 7. Platz

- Han Bergsma, Peter Burggraaff & Roy Heiner
Soling: 18. Platz

- Ben Kouwenhoven & Jan Kouwenhoven
Herren, 470er: 16. Platz

- Martine van Leeuwen
Damen, Europe: 7. Platz

- Paul Manuel & Ron van Teylingen
Tornado: 6. Platz
- Mark Neeleman & Jos Schrier
Star: 4. Platz

- Gerhard Potma & Willem Potma
Flying Durchman: 18. Platz

- Dorien de Vries
Damen, Windsurfen: Bronze

### Tennis
- Paul Haarhuis
Herren, Einzel: 17. Platz
Herren, Doppel: 17. Platz

- Mark Koevermans
Herren, Einzel: 9. Platz (Achtelfinale)
Herren, Doppel: 17. Platz

- Nicole Muns-Jagerman
Damen, Einzel: 9. Platz (Achtelfinale)
Damen, Doppel: 17. Platz

- Brenda Schultz-McCarthy
Damen, Einzel: 17. Platz
Damen, Doppel: 17. Platz

- Jan Siemerink
Herren, Einzel: 33. Platz

### Tischtennis
- Paul Haldan
Herren, Einzel: 9. Platz (Achtelfinale)

- Mirjam Hooman-Kloppenburg
Damen, Einzel: 17. Platz
Damen, Doppel: 5. Platz (Viertelfinale)

- Bettine Vriesekoop
Damen, Einzel: 9. Platz (Achtelfinale)
Damen, Doppel: 5. Platz (Viertelfinale)

### Turnen
- Elvira Becks
Damen, Einzelmehrkampf: 22. Platz
Damen, Boden: 38. Platz in der Qualifikation
Damen, Pferdsprung: 36. Platz in der Qualifikation
Damen, Schwebebalken: 71. Platz in der Qualifikation
Damen, Stufenbarren: 48. Platz in der Qualifikation

### Volleyball
- Herrenteam
Silber

- Kader
Edwin Benne
Peter Blangé
Ron Boudrie
Henk Jan Held
Martin van der Horst
Marko Klok
Olof van der Meulen
Jan Posthuma
Avital Selinger
Martin Teffer
Ronald Zoodsma
Ronald Zwerver

- Damenteam
6. Platz

- Kader
Cintha Boersma
Erna Brinkman
Heleen Crielaard
Kirsten Gleis
Aafke Hament
Marjolein de Jong
Vera Koenen
Irena Machovcak
Linda Moons
Henriëtte Weersing
Sandra Wiegers

### Wasserball
- Herrenteam
9. Platz

- Kader
Marc van Belkum
Bert Brinkman
Arie van de Bunt
Robert Havekotte
Koos Issard
John Jansen
Gijs van der Leden
Harry van der Meer
Hans Nieuwenburg
Remco Pielstroom
John Scherrenburg
Jalo de Vries
Jan Wagenaar

### Wasserspringen
- Daphne Jongejans
Damen, Kunstspringen: 14. Platz in der Qualifikation

- Edwin Jongejans
Herren, Kunstspringen: 7. Platz